# 刘证
刘证（1934年2月—2021年2月2日），上海人，中国数学家，中共党员，曾任鞍山钢铁学院副院长，享受国务院政府特殊津贴待遇，毕业于东北师范大学。

## 生平
1934年2月生于上海，1953年8月毕业于东北师范大学数学系，后被分配至鞍山钢铁学院任教。1981年1月加入中国共产党。1982年成为鞍山市劳动模范。1983年，晋升为教授。1983年7月至1991年6月期间担任鞍山钢铁学院副院长。1991年，作为高级访问学者被国家教委派遣至乌普萨拉大学。1992年，开始享受国务院政府特殊津贴待遇。1978年至2000年期间担任鞍山市数学会理事长。2004年2月29日退休。2021年2月2日21时34分逝世于上海，享年87岁。